# Pipinidi
Arnulfingi ali Pipinidi so bili frankovska  plemiška rodbina. Nekateri njeni člani so bili dvorni majordomi, de facto pa vladarji v merovinških kraljestvih Nevstrija in Avstrazija. Ime je dobila po svojem legendarnem ustanovitelju Arnulfu in njegovem vnuku Pipinu Herstalskemu. 

## Zgodovina
Dinastijo je uradno v zgodnjem 7. stoletju ustanovil sveti Arnulf, škof Metza, ki je imel v merovinških kraljestvih veliko moč in vpliv. Njegov sin Anzegizel je bil poročen s sveto Bego, hčerko Pipina Landenskega. Njun sin je bil Pipin Herstalski.  
Dvorno majordomstvo Pipinidov v Avstraziji se je začelo z Anzegizelom in nadaljevalo s Pipinom Herstalskim, ki je po bitki pri Tertryju leta 687 podjarmil Nevstrijo in razširil oblast Pipinidov nad vsemi Franki. 

## Konec  dinastije
Dinastija se je Pipinovo smrtjo uradno  končala in se nadaljevala z njegovim nezakonskim sinom Karlom Martelom. Pipin je imel ob smrti tudi zakonske vnuke, katerim ni uspelo priti na oblast.

## Karolinška dinastija
Karel Martel je ustanovil svojo dinastijo, katero zgodovinarji po njem imenujejo Karolinška dinastija. 